# Habikino
Habikino (羽曳野市 Habikino-shi?) är en stad i Osaka prefektur, Japan. Staden fick stadsrättigheter 1959.